# Пинка (река)
Пинка (мађ. Pinka), је заједничка река Аустрије и Мађарске.
Река Лита извире у Штајерској у Аустрији близу границе са Бургенландом. Гранични прелаз реке је код градова Бург у Аустрији и Фелшочатар у Мађарској, где ток реке прелази замишљену граничну линију пет пута.
У свом даљем току кроз Мађарску улива се у реку Раба код града Керменд.
Главна притока му је поток Штрем. 